# Liste des évêques de Las Cruces
La liste des évêques de Las Cruces établit la chronologie des évêques qui se sont succédé sur le siège épiscopal catholique de Las Cruces dans l'État du Nouveau-Mexique, aux États-Unis.
Le diocèse de Las Cruces (Dioecesis Las Cruces) est créé le 17 août 1982, par détachement du diocèse d'El Paso et de l'archidiocèse de Santa Fe.

## Évêques
- 17 août 1982 au 10 janvier 2013 : Ricardo Ramirez
- 10 janvier 2013 au 11 juillet 2018 : Oscar Cantú (nommé coadjuteur de San José en Californie)
- depuis le 15 mai 2019 : Peter Baldacchino (en)

## Source
- (en) Fiche du diocèse, Catholic-Hierarchy